# Henri Martinez
Henri Martinez est un acteur, cheminot et syndicaliste français né le 4 août 1939 à Valence (Espagne) et mort le 22 septembre 2001 à Narbonne.
Durant sa jeunesse il fait la rencontre de Jean Eustache avec qui il restera ami jusqu'au suicide de ce dernier.
Il tournera dans deux des films du réalisateur : Le père Noël a les yeux bleus et Mes petites amoureuses.
Né d'une famille de républicains espagnols, sa vie sera notamment marquée par son engagement politique au parti communiste et syndical à la CGT.
Surnommé « Le Che » par ses collègues cheminots qui le choisiront comme délégué syndical, il sera reconduit dans ses fonctions 30 années durant.
Il est le scénariste de Grandir un peu, court métrage autobiographique racontant une tranche de vie de deux adolescents (lui et Jean Eustache) avant leur incorporation et leur envoi en Algérie durant les événements. Ce projet ne verra jamais le jour.

## Filmographie
- Le père Noël a les yeux bleus de Jean Eustache
- Les Mauvaises Fréquentations de Jean Eustache
- Mes petites amoureuses de Jean Eustache
- La Peine perdue de Jean Eustache d'Angel Diez